# Ectoderma
L'ectoderma è uno dei tre foglietti embrionali dei triblasteri e rappresenta lo strato germinale primitivo più esterno dell'embrione (strato distale). Gli altri due strati sono il mesoderma (strato intermedio) e l'endoderma (strato prossimale). La parola ectoderma deriva dal greco ektos che significa "esterno", e derma, che significa "pelle". Nei vertebrati, l'ectoderma ha tre parti: ectoderma esterno (noto anche come ectoderma superficiale), la cresta neurale e il tubo neurale. Gli ultimi due strati sono anche noti come neuroectoderma. Dall'ectoderma si origineranno epidermide della pelle e sue strutture derivate, rivestimento epiteliale interno della bocca e del retto, recettori sensoriali epidermici, cornea e cristallino, midollare surrenale, smalto dei denti, ossa dermiche e infine il tessuto nervoso, mediante il processo detto di neurulazione. Negli esseri umani compare durante la terza settimana nel corso dell'embriogenesi. Dopo la formazione dell'endoderma e del mesoderma intra embrionale, l'epiblasto assume la denominazione di ectoderma, costituendo quindi l'ultimo dei tre foglietti del disco trilaminare embrionale.
In particolare verso il 18º giorno di sviluppo embrionale, il mesoderma induce parte dell'ectoderma sovrastante a differenziarsi in cellule neuroepiteliali cilindriche pseudostratificate, il cosiddetto neuroectoderma, che costituirà quella piastra neurale (o placca) che darà origine ai diversi sistemi nervosi.
Un difetto nella maturazione di questo foglietto embrionale può tradursi in una displasia ectodermica, ossia in una variabile malformazione congenita che può colpire uno o più tessuti derivanti dall'ectoderma.

## Storia
Christian H. Pander, un biologo russo-tedesco, è lo scopritore dei tre strati germinali che si formano durante l'embriogenesi. Pander ha conseguito il dottorato in zoologia presso l'Università di Würzburg nel 1817. Ha iniziato i suoi studi in embriologia utilizzando uova di gallina, che lo hanno portato alla scoperta dell'ectoderma, del mesoderma e dell'endoderma. Grazie alle sue scoperte, Pander viene definito il "fondatore dell'embriologia".
Il lavoro di Pander sull'embrione fu continuato dal biologo tedesco Karl Ernst von Baer, che a partire dai concetti espressi da Pander sugli strati germinali e attraverso un'estesa ricerca su diversi tipi di specie, è stato in grado di estendere i risultati a tutti i vertebrati. Baer ricevette un riconoscimento per la scoperta della blastula. Le sue scoperte, inclusa la sua teoria sui livelli germinali, sono state pubblicate nel libro Lo sviluppo degli animali, pubblicato nel 1828.

## Differenziazione

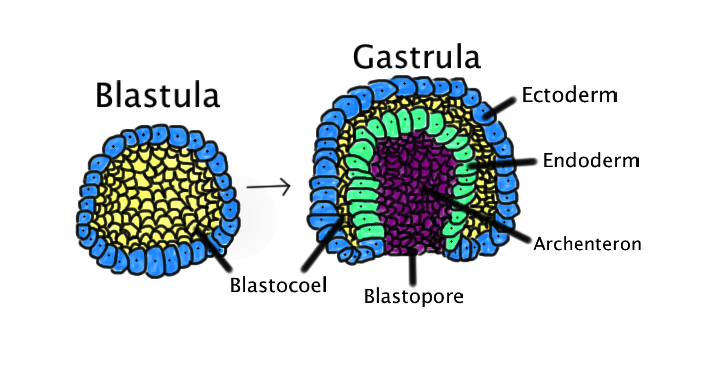
Blastula e Gastrula

### Aspetto iniziale
L'ectoderma può essere osservato negli anfibi e nei pesci durante le fasi successive della gastrulazione. All'inizio di questo processo, l'embrione in via di sviluppo viene separato da uno strato di cellule e ha la forma di una sfera vuota chiamata blastula, divisa in emisfero animale ed emisfero vegetale. L'emisfero animale della blastula diventerà l'ectoderma.

### Sviluppo iniziale
L'ectoderma si forma poco dopo la fecondazione dell'uovo e dà inizio a una rapida divisione cellulare. L'epidermide della pelle ha origine dallo strato dorsale dell'ectoderma che circonda il neuroectoderma nello stadio precoce della gastrula. La posizione dell'ectoderma rispetto agli altri strati germinali dell'embrione è governata dal principio dell'affinità selettiva, il che significa che la superficie interna dell'ectoderma ha un'affinità forte (positiva) per il mesoderma e un'affinità debole (negativa) per l'endoderma. L'affinità selettiva cambia durante le fasi di sviluppo. L'attrazione tra le superfici di due strati germinali è determinata dalla quantità e dal tipo di molecole di caderina presenti sulla superficie delle cellule. Ad esempio, l'espressione della N-caderina è fondamentale per mantenere la separazione dei precursori cellule neurali dai precursori epiteliali. L'ectoderma diventa il sistema nervoso a partire dalla notocorda, che è posizionata sopra di esso.

#### Gastrulazione
Durante il processo di gastrulazione, alcune cellule dette cellule bottiglia avvolgono il foro sulla superficie della blastula, formando il labbro dorsale del blastoporo. Successivamente le cellule bottiglia migreranno lungo la parete interna della blastula conosciuta come tetto del blastocoele. Le cellule superficiali del polo animale sono destinate a diventare le cellule del mesoderma. Attraverso il processo di estensione radiale, le cellule del polo animale, vanno a formare uno strato cellulare sottile. Quando lo strato sottile di cellule divisorie raggiunge il bordo dorsale del blastoporo, si verifica il fenomeno dell'estensione convergente, durante il quale le cellule che si avvicinano al labbro si intercalano mediolateralmente, e vengono spinte sopra il labbro e all'interno dell'embrione. Questi due processi fanno sì che le cellule mesodermiche siano posizionate tra l'ectoderma e l'endoderma. Le cellule del polo vegetale vengono inglobate dal futuro ectoderma, e subiscono epibolia, formando un singolo strato di cellule. Così si crea un embrione uniforme composto dai tre strati germinali nelle rispettive posizioni.

### Sviluppo successivo
Una volta formato un embrione completo dei tre strati germinali, la differenziazione procede. L'evento successivo è la neurolazione, che porta alla formazione del tubo neurale, delle cellule della cresta neurale e dell'epidermide. Sono queste tre componenti dell'ectoderma che daranno origine a un particolare insieme di cellule.
Il tubo neurale origina il sistema nervoso centrale, ovvero i neuroni e elementi gliali (ependimiociti, oligodendrociti, astorociti), la neuroipofisi, il nervo ottico e la retina.
Le creste neurali originano il sistema nervoso periferico, composto dai neuroni e gli elementi gliali (cellule di Shwann e cellule satelliti), i gangli spinali, la pia madre, l'aracnoide, la porzione midollare del surrene, il derma della faccia e del collo e la cartilagine della faccia.
Le cellule che compongono l'ectoderma qualora fossero soggette al fattore di crescita BMPs origineranno l'epidermide (da non confondere con la cute, composta da epidermide e derma), le ghiandole sebace, le ghiandole sudoripare, le ghiandole mammarie, annessi tegumentari (peli, unghie). 
Dallo stromodeo, alla fine della 4ª settimana, si degraderà la membrana bucco-faringea formando la cavità orale e sempre da esso si origina la tasca di Rathke, dalla quale si originerà l'adenoipofisi (ipofisi anteriore).
Dal proctodeo, alla fine della 4ª settimana la membrana cloacale si stacca formando la cavità anale.

#### Neurulazione
La neurulazione si divide in primaria e secondaria, e ha la funzione di posizionare le cellule della cresta neurale tra uno strato epidermico superficiale e il tubo neurale profondo. Durante la neurulazione primaria, le cellule notocorde del mesoderma segnalano alle cellule ectodermine superficiali adiacenti di assumere una conformazione colonnare per formare le cellule della piastra neurale ectodermica. Mentre le cellule si allungano, le cellule della cerniera mediale, un gruppo di cellule al di sopra della notocorda cambia forma, formando un cuneo nella regione ectodermica. Le cellule ectodermiche della piastra neurale si piegano verso l'interno fino a quando non si forma un altro gruppo di cellule all'interno della piastra neurale. Queste cellule sono dette cellule della cerniera dorsolaterale. Una volta formato questo gruppo di cellule il piegamento verso l'interno dell'ectoderma si arresta.

#### Organogenesi
Gli organi che originano dall'ectoderma, come il sistema nervoso, i denti, i capelli e alcune ghiandole esocrine, provengono da due strati di tessuto adiacenti: l'epitelio e il mesenchima. L'organogenesi dell'ectoderma viene mediata da diversi segnali come: FGF, TGFβ e Wnt. La tempistica e il modo in cui gli organi ectodermici si formano dipendono dalle cellule epiteliali. L'FGF-9 è un fattore importante per l'inizio dello sviluppo dei denti. FGF-10 aiuta a stimolare la proliferazione delle cellule epiteliali. I denti dei mammiferi si sviluppano dall'ectoderma derivato dal mesenchima. I componenti epiteliali delle cellule staminali per i denti a crescita continua si formano dal reticolo stellato e dallo strato soprabasale dell'ectoderma superficiale.

## Patologia

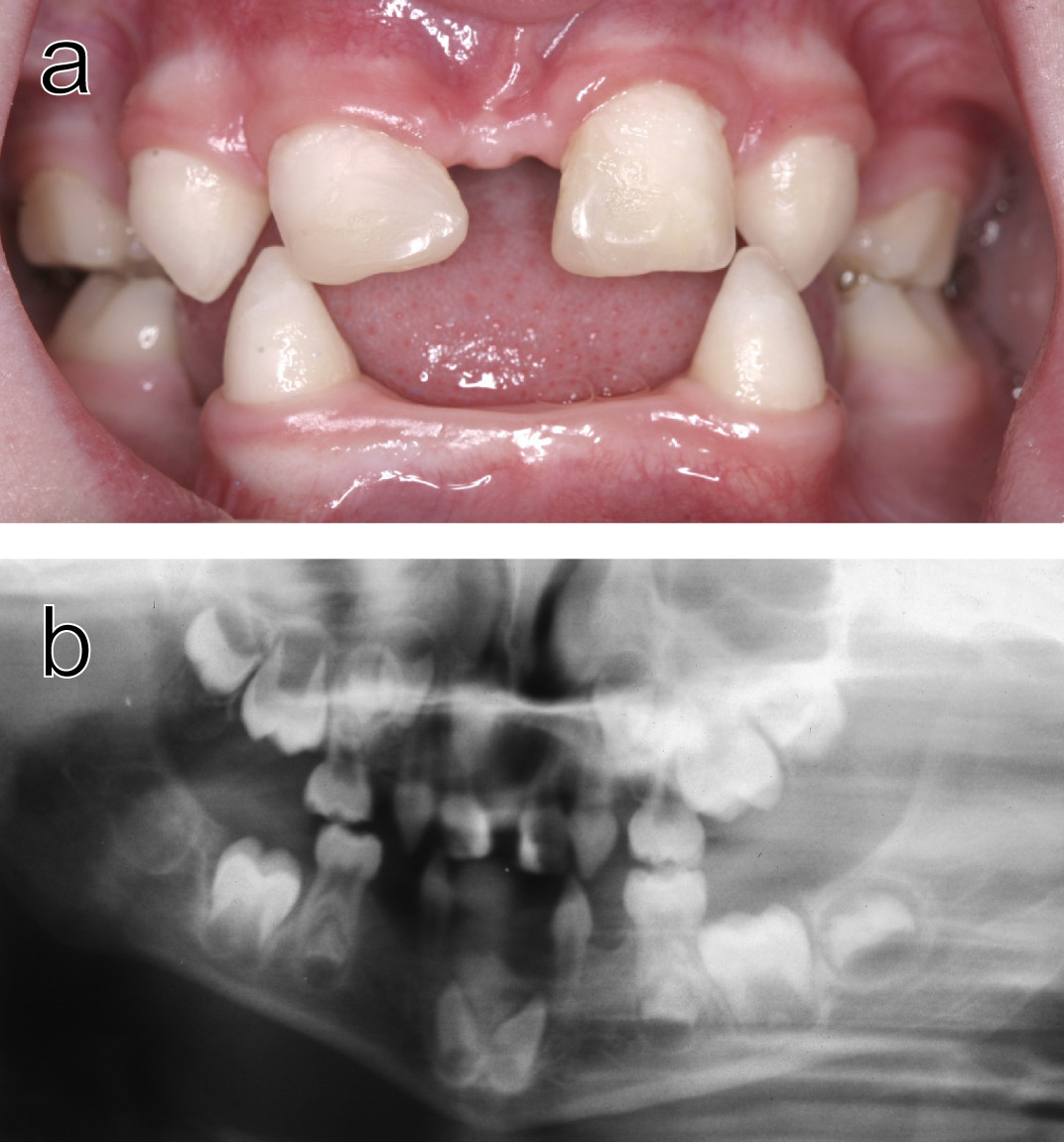
Anomalia dentale in una bambina di 5 anni della Svezia settentrionale con displasia ectodermica ipoidrotica dominante autosomica (HED). a) Vista intraorale. Si noti che gli incisivi superiori sono stati restaurati con materiale composito per mascherare la forma conica originale. b) Ortopantomogramma che mostra l'assenza di dieci denti primari e undici permanenti nelle mascelle dello stesso individuo.

La displasia ectodermica è una condizione rara ma grave in cui i gruppi tissutali (in particolare denti, pelle, capelli, unghie e ghiandole sudoripare) derivati dall'ectoderma subiscono uno sviluppo anormale. Esistono oltre 170 sottotipi di questa malattia. La displasia ectodermica è causata da una o più mutazioni in diversi geni. La ricerca sulla malattia è ancora in corso, dal momento che è stata identificata solo una frazione delle mutazioni coinvolte.
La displasia ectodermica ipoidrotica (HED) è il sottotipo più comune della malattia. Uno dei sintomi più comuni dell'HED è l'ipoidrosi o l'incapacità di sudare, che può essere attribuita a ghiandole sudorifere disfunzionali. Questo aspetto è pericoloso nei climi caldi in cui il paziente può andare incontro a ipertermia. Le malformazioni facciali legate alla HED comprendono denti di forma anomala o assenti, pelle rugosa intorno agli occhi, naso deformato e capelli radi e sottili. Sono stati segnalati anche problemi alla pelle, come l'eczema. Di solito la malattia segue un modello recessivo legato al cromosoma X, e colpisce prevalentemente i maschi (perché hanno un solo cromosoma X), quindi anche solo una copia del gene mutato è sufficiente a causare la patologia. Affinché le femmine siano colpite, entrambi i cromosomi X devono portare la mutazione. Se una femmina ha una versione mutata del gene su un cromosoma X, è considerata portatrice della malattia.